# Myrmica luteola
Myrmica luteola  (лат.) — вид мелких муравьёв рода Myrmica.

## Распространение
- Россия (Приморский край, Сахалин, о-в Кунашир)
- Корея
- Япония.

## Описание
Мелкие рыжевато-коричневые муравьи длиной около 4—5 мм. Стебелёк между грудкой и брюшком состоит из двух члеников: петиолюса и постпетиолюса (последний четко отделен от брюшка), жало развито, куколки голые (без кокона). Этот вид был впервые описан российским энтомологом А. Н. Купянской (Владивосток) с советского Дальнего Востока.

## Биология
Предположительно паразитический.